# Čerčany
Obec Čerčany (německy Tschertschan) leží v okrese Benešov. Má přibližně 3 100 obyvatel a katastrální území obce má rozlohu 645 ha. V obci se nalézá asi 680 domů a 370 chat.
Vlastní Čerčany leží na levém břehu Sázavy. Na pravém břehu Sázavy se nacházejí severně od Čerčan, směrem k Pyšelům, místní část Vysoká Lhota a osada Jericho, a západně od Čerčan Nové Městečko (zatímco samo Městečko už patří k Nespekům).
Ve vzdálenosti 4 km severozápadně leží město Pyšely, 8 km jižně město Benešov, 16 km severně město Říčany, 21 km jižně město Vlašim a 27 km severovýchodně město Český Brod. Nedaleko od Čerčan se také nalézá vrch Čerčanský chlum a obcí protéká řeka Sázava, kterou překlenují 2 mosty.

## Historie
První písemná zmínka o obci pochází z roku 1356. Původní název obce byl Černčany, název pochází pravděpodobně od černé půdy v okolí.

### Územněsprávní začlenění
Dějiny územněsprávního začleňování zahrnují období od roku 1850 do současnosti. V chronologickém přehledu je uvedena územně administrativní příslušnost obce v roce, kdy ke změně došlo:
- 1850 země česká, kraj České Budějovice, politický a soudní okres Benešov[7]
- 1855 země česká, kraj Tábor, soudní okres Benešov
- 1868 země česká, politický a soudní okres Benešov
- 1939 země česká, Oberlandrat Tábor, politický i soudní okres Benešov[8]
- 1942 země česká, Oberlandrat Praha, politický i soudní okres Benešov[9]
- 1945 země česká, správní i soudní okres Benešov[10]
- 1949 Pražský kraj, okres Benešov[11]
- 1960 Středočeský kraj, okres Benešov
- 2003 Středočeský kraj, okres Benešov, obec s rozšířenou působností Benešov

### Rok 1932
V obci Čerčany (1123 obyvatel, poštovní úřad, telefonní úřad, telegrafní úřad, četnická stanice, sbor dobrovolných hasičů) byly v roce 1932 evidovány tyto živnosti a obchody: lékař, 4 autodopravci, 2 výrobny cementového zboží, cihelna, cukrář, důl, drogerie, 2 holiči, 4 hostince, hotel-pension Doubek, instalatér, klempíř, konsum železničních zaměstnanců, 4 krejčí, mlýn, 3 obuvníci, 2 pekaři, povoznictví, realitní kancelář, 7 rolníků, 3 řezníci, 4 obchody se smíšeným zbožím, Spořitelní a záložní spolek pro Čerčany, Městská spořitelna v Benešově, Okresní hospodářská záložna v Benešově, stavební družstvo, švadlena, 2 trafiky, 3 truhláři, 3 obchody s uhlím, výkroj koží, zámečník, zednický mistr.

## Současnost
V současné době[kdy?] zde funguje obecní úřad, základní umělecká, základní a mateřská škola, zdravotní středisko s lékárnou, kulturní dům, kino, knihovna s infocentrem, tělocvična, fotbalové hřiště, tenisové kurty i veřejné koupaliště.
Ke konci roku 2008 započal provoz nově postavený Hospic Dobrého pastýře, k němuž se o dva roky později začal přistavovat ekumenický Komunitní dům s kostelem zasvěceným Nejsvětější Trojici.

## Doprava
Železniční doprava

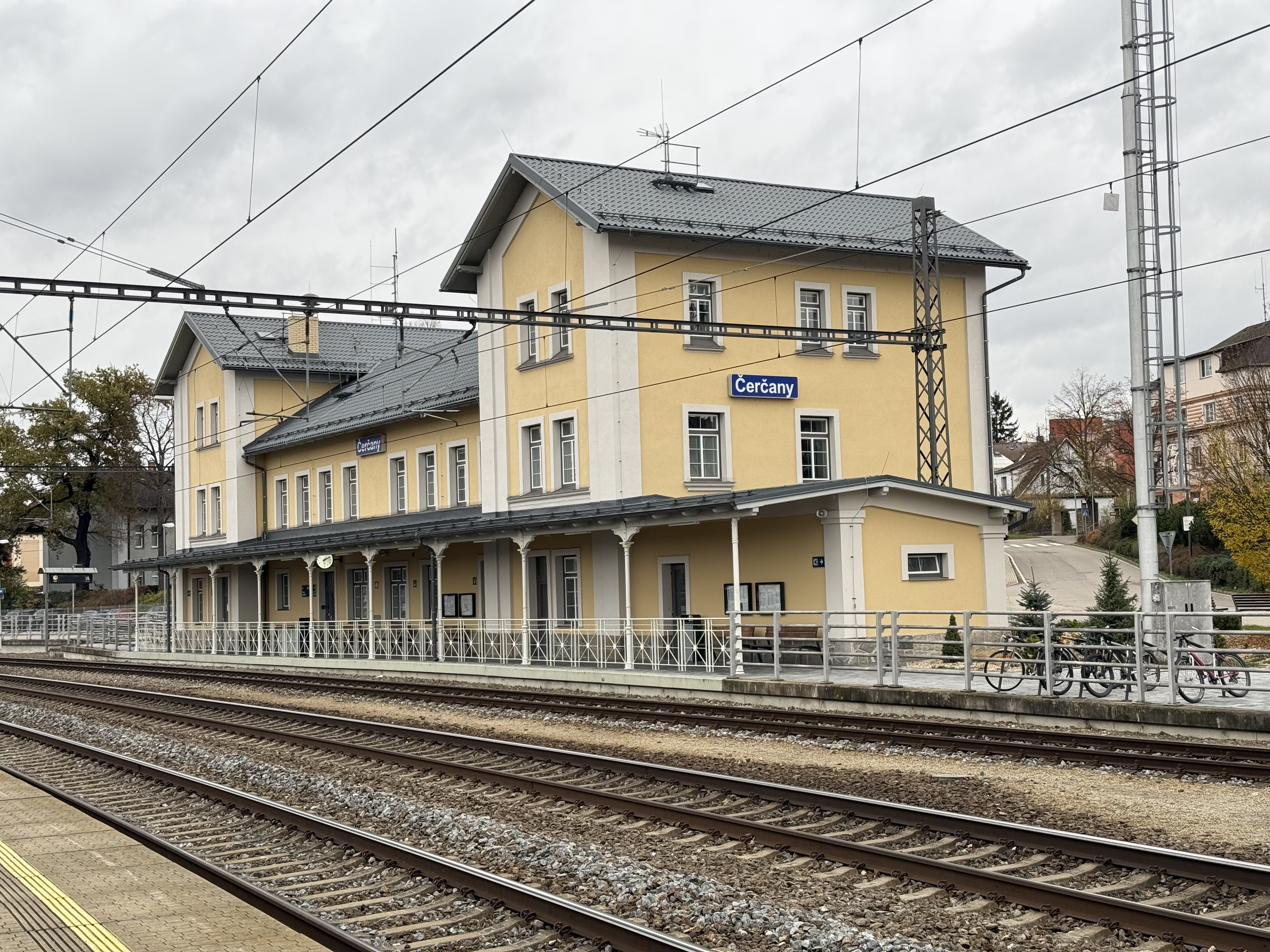
Nádraží v Čerčanech po rekonstrukci

Železniční stanice Čerčany je známá jako železniční uzel, který v historii významně pomohl růstu obce. Čerčany prochází železniční trať 221 z Prahy do Benešova u Prahy (část IV. tranzitního železničního koridoru přes České Budějovice). Je to dvoukolejná elektrizovaná celostátní trať zařazená do evropského železničního systému. Doprava byla zahájena roku 1871. Na území Čerčan se v části Vysoká Lhota nachází na hlavní trati železniční zastávka Pyšely, pojmenovaná podle asi 2 kilometry vzdáleného města, přes které žádná železniční trať nevede.
Končí zde regionální železniční trať 210 (tzv. Posázavský Pacifik), která vychází rovněž z Prahy, doprava byla v úseku Jílové u Prahy - Čerčany zahájena roku 1897. Na nádraží Čerčany začíná rovněž regionální trať 212 do Světlé nad Sázavou, doprava byla v úseku Čerčany – Kácov zahájena roku 1901.
V Čerčanech překonává řeku Sázavu železniční most s lávkou pro pěší a cyklisty a nedaleko proti proudu betonový most na silnici III/1095, spojující ulice Zahradní v Čerčanech a Brigádníků ve Vysoké Lhotě.
Nádraží v Čerčanech bylo v roce 2009 kompletně zrekonstruováno.
Veřejná doprava 2012
- Autobusová doprava – V obci zastavovaly autobusové linky spíše menšího významu jedoucí např. do těchto cílů: Benešov, Chocerady, Praha, Pyšely. Jedna zastávka je u nádraží, jedna u hřbitova, jedna ve Vysoké Lhotě nedaleko železniční zastávky Pyšely a jedna v Novém Městečku.

- Železniční doprava – Po trati 221 vede linka S9 (Praha - Benešov u Prahy) a po trati 210 linka S8 (Praha - Vrané nad Vltavou - Čerčany) v rámci pražského systému Esko. Po trati 210 do Čerčan jezdilo v pracovních dnech 14 osobních vlaků, o sobotách 13 osobních vlaků, v nedělích 10 osobních vlaků. Po trati 212 z Čerčan do Sázavy jezdilo v pracovních dnech 15 osobních vlaků, o víkendu 10 osobních vlaků. Po trati 221 jezdilo v pracovních dnech 33 osobních vlaků, o víkendu 28 osobních vlaků.

## Knihovna
V obci sídlí Obecní knihovna Čerčany, na adrese Sokolská 28. Knihovna sídlí hned vedle vlakového nádraží v budově kulturního domu v 1. patře. Jde o tzv. základní knihovnu zřizovanou obcí, poskytuje veřejné knihovnické a informační služby. Hasičská knihovna byla v obci založena již v roce 1908. V roce 1975 se stala profesionální střediskovou knihovnou, v roce 1979 bylo otevřeno dětské oddělení. Postupně se etablovala na knihovnu obecní a pod správu obce přešla v roce 1997.[zdroj?]
Od roku 2000 knihovna využívá automatizovaný systém Clavius. V roce 2001 bylo slavnostně otevřeno rekonstruované dětské oddělení a zřízeno Informační centrum, byly zakoupeny dva počítače pro veřejnost s připojením k internetu. V roce 2001 měla knihovna ve svém fondu 15 927 titulů, 324 registrovaných čtenářů a roční počet výpůjček činil 10 940. V roce 2012 bylo registrovaných čtenářů 377 a výpůjček 21 196. Na konci roku 2018 bylo vyřízeno 1 199 rezervací, ve volném výběru 9 471 knih. Registrovaných čtenářů 423 (z toho 104 do patnácti let).[zdroj?]

## Turistika
- Cyklistika – Územím obce vedou cyklotrasy č. 19 Havlíčkův Brod - Zruč nad Sázavou - Čerčany - Týnec - Davle, č. 0064 Čerčany - Žíňany - Benešov - Konopiště a č. 0068 Čerčany - Okrouhlice - Popovice - Jankov.

- Pěší turistika – Obcí procházejí turistické trasy  Davle - Kamenný Přívoz - Čerčany - Chocerady - Sázava a  Hvězdonice - Nosákov - Čerčany - Mezihoří - Ostředek.